# Arthur Maximilian Miller
Arthur Maximilian Miller (* 16. Juni 1901 in Mindelheim; † 18. Februar 1992 in Ottobeuren) war ein deutscher Schriftsteller.

## Leben

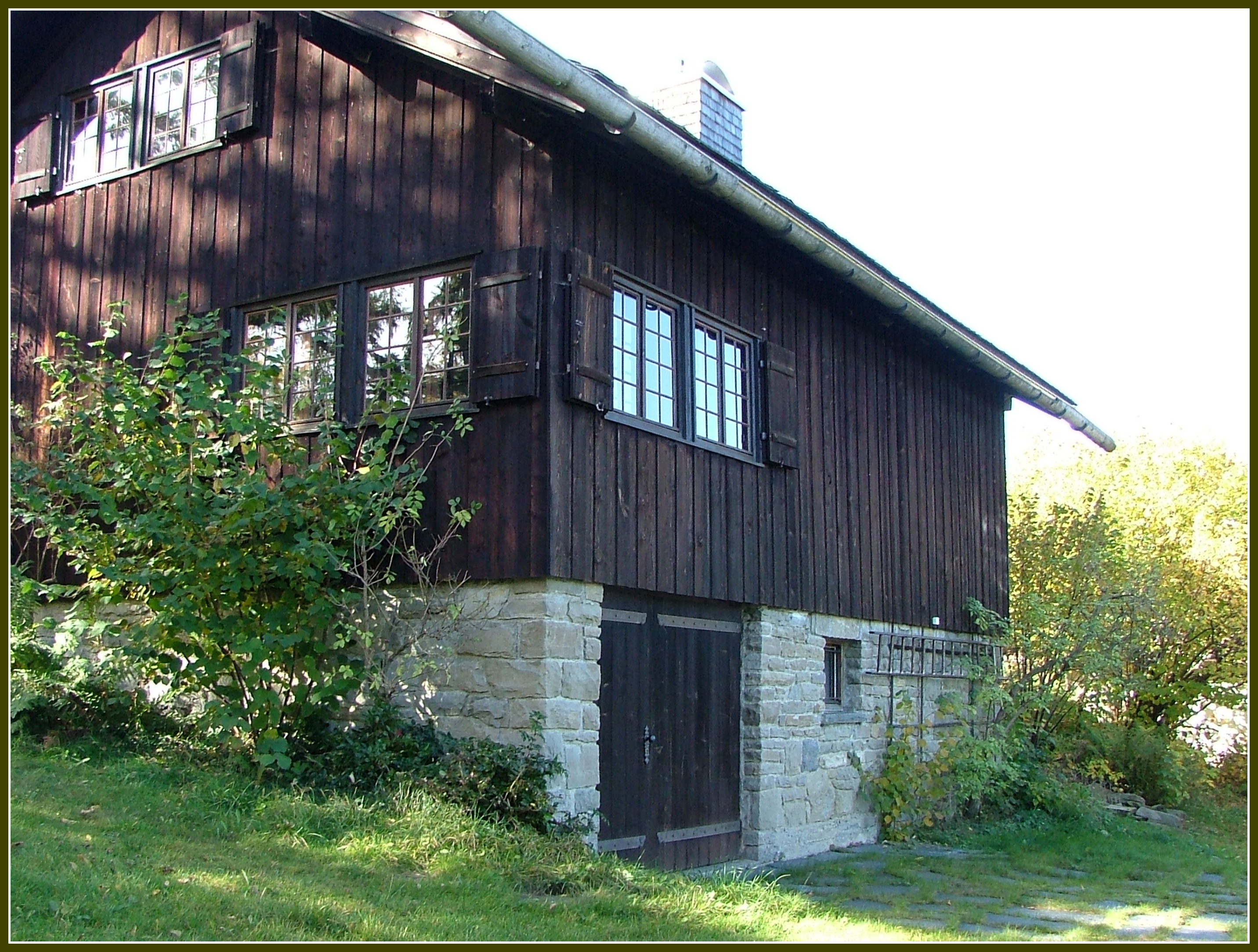
Wohnhaus von A. M. Miller in Kornau (1953–1989), errichtet als Ferienhaus von Paul Bonatz (1936)

Nachdem er für drei Jahre die Präparandenschule in Mindelheim besucht hatte, ging Miller im Jahr 1918 nach Lauingen an der Donau auf die Lehrerbildungsanstalt. Nach seinem Abschluss absolvierte er Praktika an Volksschulen in Mindelheim, Wiggensbach, Ettringen und Haselbach (bei Ehekirchen). Zu dieser Zeit schrieb Miller auch sein erstes Buch Das Jahr der Reife, das von den schwierigen Lebensumständen eines Lehrers handelt. Miller befasste sich seit seiner Jugend mit dem Scherenschnitt und fertigte Figuren für das Schattentheater zu selbst verfassten Stücken.
Er machte 1924 die Anstellungsprüfung zum Schuldienst und lehrte an der Volksschule in Immenstadt. Im Jahr 1926 wurde Miller zum Lehrer ernannt. 1938 verließ er die Volksschule in Immenstadt und lehrte anschließend in Kornau bei Oberstdorf an einer kleinen Dorfschule. Miller kümmerte sich um die Tages- und Parteipolitik der Nationalsozialisten kaum. In seinen Werken kommen zeit- und gesellschaftskritische Themen nur selten vor. Gleichwohl ließ er sich – wie die neuere Forschung herausgearbeitet hat – ins Programm der NS-Kulturpolitik im bayerischen Schwaben einbeziehen, die ihn im Gegenzug zum „dichterischen Aushängeschild des Gaues“ aufbaute. Der Krieg hat seine labile Gesundheit und seine innere Welt stark belastet.
Nach dem Ende des Zweiten Weltkrieges durfte Miller zwei Jahre lang seinen Beruf wegen seines schlechten gesundheitlichen Zustand nicht ausüben. Im Jahr 1947 wurde er von der amerikanischen Militärregierung wieder als Lehrer eingesetzt, 1955 wurde er zum Oberlehrer befördert. Jedoch ging er bereits im Jahr 1959 aus gesundheitlichen Gründen in den vorzeitigen Ruhestand. Miller lebte weiterhin in Kornau, widmete sich ganz seiner schriftstellerischen Tätigkeit und wohnte seit 1953 in einem von Paul Bonatz 1936 errichteten Ferienhaus. 1989 übersiedelte er zusammen mit seiner Frau Magdalena (geb. Kleiner), die er 1930 geheiratet hatte, nach Ottobeuren. Magdalena ging ihm im Tod voraus. Miller fand seine letzte Ruhestätte auf dem Waldfriedhof in Oberstdorf.
Nach seinem Tod übernahm der Bezirk Schwaben seinen Nachlass. Das Wohnhaus in Kornau (Hausnummer 51), seine Dichterei, ist seit Juni 2010 Sitz der Maximilian-Miller-Stiftung Haus Bonatz, weitgehend unverändert und kann besichtigt werden. Es gibt ein Bild von der Lebens- und Arbeitsatmosphäre des Schriftstellers.

## Ehrungen
- Ehrenbürger von Mindelheim
- Ehrenbürger von Oberstdorf
- Verdienstmedaille des Bezirks
- Bundesverdienstkreuz am Bande (15. Oktober 1959)[6]
- Bundesverdienstkreuz 1. Klasse (15. Februar 1960)[6]
- Bayerischer Poetentaler (1967)
- Bayerischer Verdienstorden
- Allgäuer Ehrentaler des Heimatbundes Allgäu (1991)[7]

## Werke
- Das nördliche Gestirn. Allgäuer Zeitungsverlag, Kempten 1984, ISBN 3-88006-104-1.

- Das Haus meiner Kindheit. Maximilian Dietrich Verlag, Memmingen 1972, ISBN 3-87164-062-X.
- Abschied von Sirmio. Brenner Verlag, Donauwörth.
- Besuch auf der Meersburg. Brenner Verlag, Donauwörth.
- Das Christkind im Glasschrein. Mein Weihnachtsbuch. Brenner Verlag, Donauwörth.
- Das Dorf ohne Kirchturm. Brenner Verlag, Donauwörth.
- Der glückliche Hannibal. Brenner Verlag, Donauwörth. (Lebensgeschichte des allzeit fröhlichen Hannibal Biesle, Türmers, Cantors und Chorregenten zu Ilgenstadt)
- Der Gral. Brenner Verlag, Donauwörth.
- Der Herr mit den drei Ringen. Brenner Verlag, Donauwörth. (Lebensgeschichte von Abt Rupert Neß von Kloster Ottobeuren)
- Das Jahr der Reife. Brenner Verlag, Donauwörth.
- Jösses, dr Herrgott isch g'stohle. Brenner Verlag, Donauwörth.
- Mein Schattentheater. Brenner Verlag, Donauwörth.
- Das Ottobeurer Chorgestühl. Brenner Verlag, Donauwörth.
- Die Poggermühle. Geschichte einer Mädchenfreundschaft. Herder Verlag, Freiburg 1957.
- Schwäbische Bauernbibel. Predigten des Pfarrers Honorat Würstle von Spitzispui über die Genesis. Brenner Verlag, Donauwörth.
- Schwäbische Weihnacht. Musikalisch umrahmt von schwäbischen Gruppen. CD, Brenner Verlag, Donauwörth.
- Schwätza isch a leichta Sach. A. M. Miller liest eine Auswahl seiner Gedichte mit Volksmusik aus Schwaben, CD, Brenner Verlag, Donauwörth.
- Das Vesperbild. Briefe der Not und der Tröstung. Brenner Verlag, Donauwörth.
- Schwäbische Gedichte. Gesamtausgabe, Verlag M. Dietrich, Memmingen.
- Briefe der Freundschaft mit Gertrud von Le Fort, Verlag M. Dietrich, Memmingen.
- Der Sternenbaum, Verlag M. Dietrich, Memmingen.
- Die Vorausgegangenen: Peter Dörfler und Joseph Bernhart. Verlag M. Dietrich, Memmingen.
- Die wachen Stunden der Nacht. Ein Kopfkissenbuch für Ellgenie. Verlag M. Dietrich, Memmingen.
- Als ich meine Hose zum erstenmal offiziell gebrauchte und andere Geschichten. Wißner-Verlag, Augsburg, ISBN 3-89639-255-7.
- Das Büchlein vom reinen Leben. Verlag Michaels, Peiting.
- Crescentia von Kaufbeuren. Das Leben einer schwäbischen Mystikerin. Christiana Verlag, Stein am Rhein.
- Blitze breche ich! Zwei Zeitbücher aus dem Allgäu (enthält die Erzählungen Sankt Mange Hund und Dunkelstern), Bremen 1937
- Der Affe des Bischofs. Novelle, Rothenburg 1958.
- Die Kelter Gottes. München, Kempten 1950.
- Bist du es? Roman eines Pharisäers. 1969.
- Die Hammerschmiede. Bremen 1938.
- Das Menschenbild, Braunschweig u. a. 1941.
- Schwäbische Weihnacht. Weihnachtsgedichte in schwäbischer Mundart mit Illustrationen von Hugo Lange, Memmingen 1960.
- Der Augsburger Chronist. Sein Leben und Werk. Bildschmuck von Roswitha Bitterlich, Donauwörth 1947.